# Movimiento Democrático y Social
El Movimiento Democrático y Social (MDS) es un partido político de Argelia. Fue formado en 1966 a partir de la Organización de la Resistencia Popular (ORP). La ORP estaba constituida, entre otros, por Mohamed Budief, expresidente argelino asesinado en 1992 por un miembro de la seguridad militar. Esta organización surgió inmediatamente después del golpe de Estado del 19 de junio de 1965 y reunía a la izquierda del Frente de Liberación Nacional (FLN) y a exmiembros del Partido Comunista Argelino (PCA).
Por la relación entre Argelia y la Unión Soviética, la ORP se transformó en 1981 en el PAGS reagrupando a los viejos cuadros del Partido Comunista Argelino. El partido fue legalizado en 1989 y en 1993 fue reestructurado como Ettehadi. Por otro lado, una escisión del partido centrado en el legado comunista formó el Partido argelino para la democracia y el socialismo. Durante la guerra civil argelina, Ettehadi se opuso firmemente a los islamistas y sostuvo la interdicción del Frente Islámico de Salvación (HICE). En 1999 Ettehadi se renombró como Movimiento democrático y social.
El MDS defiende una línea de «doble ruptura» con el islamismo y el gobierno: "Debemos romper con un Estado despótico que practica una especie de neoliberalismo respaldado por la renta. La principal confrontación se juega, por lo tanto, aquí; se opone al despotismo neoliberal y al proyecto de construcción de un estado de derecho democrático basado en la economía productiva."
El MDS defiende una línea de «doble ruptura» con el islamismo y el gobierno: "Debemos romper con un Estado despótico que practica una especie de neoliberalismo respaldado por la renta. La principal confrontación se juega, por lo tanto, aquí; se opone al despotismo neoliberal y al proyecto de construcción de un estado de derecho democrático basado en la economía productiva."[2]